# 日本フィルター工業
日本フィルター工業株式会社(にほんふぃるたーこうぎょうかぶしきがいしゃ)は、東京都墨田区に本社をおく日本たばこ産業の子会社。

## 沿革
1958年9月15日設立。1960年設立の大阪フィルター工業・1963年設立の九州フィルター工業・1964年設立の東北フィルター工業・1966年設立のネオフィルター工業の計5社が2004年に合併して現在に至る。

## 事業内容
- たばこ用たばこ用フィルタープラグの製造及び販売（国内・海外）
- フィルター製造機の製造及び販売（海外）
- クッキングペーパータオル等の製造及び販売（国内:2015年事業撤退)

## 事業所
- 本社
- 技術開発センター
- 羽村工場
- 津幡工場